# Landénien
Stratigraphie
Le Landénien est un sous-étage sédimentaire géologique. Il est surtout utilisé dans les travaux concernant la Belgique et le Nord de la France.

## Définition
Le Landénien est un sous-étage sédimentaire géologique défini à Landen en Belgique par André Hubert Dumont (1839) comme premier étage du Tertiaire. Cette appellation stratigraphique est désormais considérée comme désuète : elle était subdivisée en deux périodes, le Landénien marin, désormais appelé Thanétien  et le Landénien continental, désormais appelé Sparnacien. Le sable du landénien peut toutefois avoir une origine terrestre, marine et/ou estuarienne.

## Les sables du landénien
Le Landénien a notamment donné son nom à un sable, dit sable du landénien, qui a été, entre autres, exploité sur le plateau d'Helfaut à Blendecques ou à Helfaut. Ces sables, acides et parfois ferrugineux et plus ou moins remaniés ont fait l'objet d'études géologiques spécifiques car ils présentent un intérêt économique (carrières de sable), géologique et hydrogéologique. Ces caractéristiques ont aussi été étudiées dans le cadre de la réutilisation des déblais issus de la réalisation de grands travaux d'infrastructures (canaux, autoroutes, routes...) en Flandre franco-belge. 
Ces sables sont parfois isolés par des couches d'argiles (argile de Louvil par exemple) et forment alors des nappes phréatiques, dont les « nappes perchées » aux caractéristiques très particulières, expliquant la spécificité des zones humides ou ruisseaux qu'elles alimentent (plateau de Sorrus-Saint-Josse, plateau d'Helfaut, plateau de Longuenesse dans le Nord de la France).
Quand ce sable affleure, naturellement (par le jeu géomorphologique de soulèvements ou de l'érosion) ou à la suite de son exploitation par l'homme, les milieux naturels qu'il supporte présentent une biodiversité particulière et souvent élevée en nombre et variétés d'espèces. Cette biodiversité est liée à leur caractère acide et oligotrophe et au fait qu'ils forment souvent des îlots acides et des paysages de lande dans un environnement qui l'est moins ou pas du tout. Ces taches de biodiversité ont localement justifié la création de réserves naturelles : réserves naturelles du plateau d'Helfaut, réserve naturelle des Landes de Racquinghem et réserve naturelle régionale du plateau des landes, réserve naturelle des Landes d'Heuringhem, réserve naturelle des Landes d'Helfaut, forêt domaniale de Flines-lès-Mortagne.

## Les grès tertiaires du Landénien
Ces grès ont été utilisés par l'Homme dès la Préhistoire. Les mégalithes du Nord de la France et du sud de la Belgique sont généralement constitués avec des blocs de grès landénien. Cette roche se prête aisément à la réalisation de polissoirs.